# Thelypteris insignis
Thelypteris insignis är en kärrbräkenväxtart som först beskrevs av Georg Heinrich Mettenius, och fick sitt nu gällande namn av Ren-Chang Ching. Thelypteris insignis ingår i släktet Thelypteris och familjen Thelypteridaceae. Inga underarter finns listade.